# Michele Ansaldi
Michele Ansaldi war ein italienischer Rüstungs- und späterer Automobilhersteller sowie Gründer verschiedener einheimischer Unternehmen.
1884 gründete er die Waffen- und Maschinenfabrik Società Officine Meccaniche e Fonderie Michele Ansaldi & C., die zunächst vor allem leichte Waffen produzierte, später an die Via Cuneo in Turin verlegt wurde, und aus der 1905 zunächst mit einem Unternehmensanteil Fiats von 47 %  die Michele Ansaldi & C. entstand. Dort wurden 203 Fahrzeuge vom Typ "Fiat-Ansaldi 10/12HP", zuerst mit Ketten- und später mit Kardanantrieb, gefertigt. Die Motoren hatten einen Hubraum von 3.053 cm³ und 12 PS. Das Unternehmen wurde dann am 26. April 1906 durch Fiat zu 100 % übernommen und die die Società Automobili Brevetti Fiat transformiert.
Bereits kurz darauf am 12. Juni 1906 gründete Ansaldi, der über gute Kenntnisse in Sachen Serienproduktion verfügte, mit Matteo Ceirano das erfolgreiche Automobilunternehmen Società Ligure Piemontese Automobili (SPA), die die beiden Gründer noch 1918 vor Ende des Ersten Weltkriegs verließen.
Ansaldi zog sich nach 1918 ganz aus dem Berufsleben zurück.